# Kazuaki Kamizono
Kazuaki Kamizono (上園 和明 Kamizono Kazuaki?), född 28 november 1981 i Kanagawa prefektur, är en japansk före detta fotbollsspelare.
Kamizono började sin karriär 2000 i Mito HollyHock. Han spelade 70 ligamatcher för klubben. 2004 flyttade han till ALO's Hokuriku (Kataller Toyama). Han spelade 162 ligamatcher för klubben. Han avslutade karriären 2010.